# Night Raven
Pour les articles homonymes, voir Raven.
Night Raven est un super-héros créé par Marvel Comics. Il est apparu pour la première fois dans Hulk Weekly #1, en 1979. Il s'agissait d'une publication de la filiale britannique Marvel UK.
Le développement du personnage fut grandement basé sur les pulps des années 1930, période à laquelle ses aventures se déroulaient, comme celles de The Shadow. Stan Lee décida que le personnage fonctionnerait mieux dans le présent et il fut alors rattaché à la continuité Marvel, grâce à un procédé d'animation suspendue (retcon).
Night Raven devint un personnage favori du public anglais, et sa première apparition sur le marché U.S. se passa dans les années 1990, dans le crossover Nick Fury/Veuve Noire : Death Duty, où l'on découvrit son immortalité.
On le revit vaguement par la suite dans la série The Twelve.

## Origines
L'homme qui devint Night Raven est un métis Mohawk né au Canada en 1900. Ses parents décédèrent, et il partagea son temps entre sa vie dans un orphelinat et la découverte de la vie sauvage dans les bois avec son grand-père indien. Ce dernier lui présenta son totem : un corbeau, lui annonçant qu'il ne connaitrait jamais de repos à cause de son statut bâtard, et qu'il vivrait dans le danger et la magie.
Vers 15 ans, il partit vivre avec son oncle en Nouvelle Angleterre. Son meilleur ami, Bill Hershey, l'incita à rejoindre l'armée canadienne, et les deux jeunes garçons se retrouvèrent au Front en 1917, pour la troisième Bataille d'Ypres. Il découvrit donc l'horreur de la guerre en Belgique. Il fut renvoyé frappé de folie en Nouvelle Angleterre.
Dix ans plus tard, il sortit soigné et partit s'installer à New York, sous l'identité d'un concierge le jour et du détective masqué Night Raven la nuit.

## Pouvoirs
- Exposé à un gaz inconnu, Night Raven souffre en permanence, mais il ne vieillit plus et guérit de toute blessure. On l'a déjà vu se relever de blessures par balle en quelques minutes, et ses os brisés se remettent en quelques jours.
- Son corps ne se fatigue plus et est insensible aux drogues et aux produits chimiques
- Night Raven porte un masque en ivoire.
- Un de ses gants est équipé d'un tison dissimulé, qu'il utilise pour marquer le front de ses adversaires.
- C'est un homme très agile, équipé d'un grappin pour se hisser discrètement au sommet des immeubles. Il est aussi doué pour la prestidigitation.
- Night Raven est un combattant hors pair.
- Il est très à l'aise dans le maniement de couteaux et de pistolets ou de fusils.
- Le corps de Night Raven est recouvert de cicatrices. Il n'a pas de paupières, ni de lèvres, et parle d'une voix sifflante.